# Space Battleship Yamato
«Космический линкор „Ямато“» (яп. 宇宙戦艦ヤマト утю: сэнкан ямато) — научно-фантастическое аниме жанра «космическая опера», повествующее о приключениях команды поднятого со дна и переделанного в космический корабль линкора времён Второй мировой войны «Ямато». Также известно под названиями Space Cruiser Yamato (рус. Космический крейсер Ямато) и Star Blazers (рус. Космические Пиджаки), под которым аниме первоначально транслировалось в США, Италии и в Австралии. В Португалии вышло под названием Patrulha Estelar («Звёздный патруль»). Первый сезон транслировался по японским телеканалам с октября 1974 года.
По результатам опроса проведенного компаниями One’s Communications и Otaba в 2007 году, Yamato является одним из наиболее популярных аниме, под впечатлением от которых люди становятся отаку. Согласно опросу, проведенному в 2007 году Агентством по делам культуры, занимает 35-е место среди лучших аниме всех времен.

## Сюжет

### Аниме-сериал
В 2199 году инопланетная раса из Империи Гамилус во главе с Лордом Дэсларом нападает на Землю, чтобы завоевать её. Так как пригодная для них самих атмосфера радиоактивна, то они обстреливают радиоактивными бомбами поверхность планеты, делая в итоге жизнь на её поверхности непригодной для людей, поэтому человечество уходит под землю. Однако радиация оказывает своё разрушительное влияние даже на подземные города. По примерным оценкам, человечеству осталось существовать год. Сражаться же с инопланетянами они не могут, так как их космофлот значительно уступает инопланетному по боевой мощи. Тем временем, на Марсе совершает аварийную посадку космический корабль ещё одной другой цивилизации, но управляющая им девушка-инопланетянка погибает при посадке. При ней находят послание, адресованное жителям Земли, из которого выясняется, что правительница планеты Искандер, что в Большом Магеллановом Облаке, Старся (погибшая девушка была её сестра Сася) приглашает землян на свою планету, где есть некое устройство Космо-Клинер-Ди, способный очистить Землю от радиоактивного загрязнения. К посланию так же приложена инструкция мощнейшего двигателя для космического аппарата. На основе инструкций Старси земляне превращают затонувший во время Второй Мировой войны линкор «Ямато» в скоростной космический крейсер, который под командованием капитана Дзюдо Окита отправляется в полёт к Искандеру.      
По пути команде «Ямато» приходиться отражать различные атаки Гамилус, параллельно совершенствуя устройство корабля, а также изучая природу неизученной до этого части космоса. Наконец, добравшись до Искандера, земляне обнаруживают, что Искандер является планетой-близнецом Гамилуса. Обе в ближайшем будущем должны погибнуть, но если жители Искандера смирились со своей судьбой (на момент действия Старся и Сася были единственными жителями Искандера, все остальные умерли), то жители Гамилуса решили завоевать Землю. Гамилус захватывает «Ямато», но тому удаётся вырваться, но при бегстве орудия «Ямато» провоцируют на Гамилусе землетрясения, которые уничтожают все города на планете. Герои прибывают на Искандер и встречаются со Старсией, которая неожиданно признаётся, что всё это время она сама могла отправить им Космо-Клинер, но ей хотелось узнать, как далеко земляне зайдут ради того, чтобы спасти Землю.

## История создания
Ёсинобу Нисидзаки, ставший впоследствии продюсером аниме Space Battleship Yamato, с детства задумывал воплотить на экране огромный корабль, летающий по небу. В начале 1973 года он заканчивал свою работу на анимационной студии Mushi Production и основал собственную компанию Office Academy Studio. Он проводил встречи с тремя сценаристами: Кэйсукэ Фудзикавой, Эйити Ямамото и Арицунэ Тоётой, вследствие чего сформировал собственную идею научно-фантастического аниме. Он хотел создать своё произведение, действие которого должно происходить в открытом космосе. Нисидзаки попросил Фудзикаву и Тоёту разработать собственные концепции научно-фантастического аниме-сериала и представить их ему. Концепция Фудзикавы носила название Space Battleship Cosmo, Тоёты — Asteroid 6. Хотя вариант сценария Тоёты был поддержан, Ямамото и Нисидзаки значительно переписали его. В частности, в сюжет был введён боевой космический корабль, которому Нисидзаки дал название «Ямато». В качестве телеканала для вещания был выбран Yomiuri TV, сотрудники которого занимались поиском телепрограммы, чтобы заполнить временной интервал с 19:30 до 20:00 по воскресеньям.
Основным кандидатом на должность режиссёра аниме-сериала был Эйити Ямамото, однако он принял участие в другом проекте. На замену ему был приглашён Тосио Масуда, который поначалу заинтересовался проектом, но вскоре занялся другой работой. В конечном итоге в качестве режиссёра был утверждён Лэйдзи Мацумото, которого Нисидзаки ранее приглашал на должность художественного руководителя. Свою работу Мацумото начал с переработки сюжетной линии. Так как это был его первый опыт в работе над аниме, ему потребовался опытный ассистент, которым стал Нобору Исигуро. Лэйдзи Мацумото рассказывал, что назвал одного из главных героев Сусуму Кодая в честь своего младшего брата. Изначально планировалось создать сериал из 51 серии, однако из-за низкого зрительского рейтинга число серий было сокращено до 26.
26-серийное аниме изначально транслировалось с 6 октября 1974 года по 30 марта 1975 года. В тот период оно не пользовалось особой популярностью у зрителей, однако после выпуска в 1977 году анимационного фильма с одноимённым названием известность аниме-франшизы начала возрастать.

## Сиквелы
- Farewell to Space Battleship Yamato
- Space Battleship Yamato II
- Yamato: The New Voyage (1979)
- Be Forever Yamato (1980)
- Space Battleship Yamato III
- Final Yamato (1980)
- Yamato Rebirth (2009)
- Uchuu Senkan Yamato 2199 (Space Battleship Yamato 2199) (2012)
- Uchuu Senkan Yamato 2199: Tsuioku No Koukai (Space Battleship Yamato 2199: A Voyage to Remember) (2014)
- Uchuu Senkan Yamato 2199: Hoshi-Meguru Hakobune (Space Battleship Yamato 2199: Odyssey of the Celestial Ark) (2014)
- Uchuu Senkan Yamato 2202: Ai no Senshi-tachi (Space Battleship Yamato 2202: Warriors of Love) (2017)

## Игровой фильм
В декабре 2010 в Японии вышел игровой фильм «Космический линкор Ямато», русскоязычная версия вышла 21 июля 2011 года.

## Критика и отзывы
- Журнал «Мир Фантастики» поставил крейсер «Ямато» на 8 место в списке «10 самых лучших космических кораблей», добавив, что это один из самых известных кораблей в аниме[9].